# Милан Матаруга
Милан Матаруга (Гуњевци код Бос. Дубице, 6. јун 1969) српски је универзитетски професор и доктор шумарских наука. Бивши је ректор Универзитета у Бањој Луци и продекан Шумарског факултета у Бањој Луци.

## Биографија
Дипломирао је 1993, магистрирао 1998. године. Дисертацију под насловом „Генетичко-селекционе основе производње садног материјала црног бора (Pinus nigra Arnold) различитих провенијенција“ одбранио је 2003. године на Катедри шумског сјеменарства, расадничарства и пошумљавања, Шумарског факултета Универзитета у Београду. На Шумарском факултету Универзитета у Београду је 1994. биран у звање асистента, 1998. у звање виши асистент, а 1999. споразумно прешао на Шумарски факултет Универзитета у Бањој Луци, гдје је 2004. изабран за доцента, 2008. за ванредног професора, а 2014. за редовног професора.
Провео је годину дана на постдокторским студијама на Свјетском шумарском институту (World Foresty Institute - WFI), Портланд, Орегон, САД, под насловом „Стицање знања и усавршавање вјештина у области генетичких ресурса, сјеменарства, расадничарства и пошумљавање“, 2008—2009.
Био је продекан за наставни процес (2003—2007) и продекан за научно-истраживачки рад Шумарског факултета у Бањој Луци (2007—2008), проректор за научноистраживачки рад и развој (2013—2016), ректор Универзитета у Бањој Луци (2016—2017).
Предсједник Удружења шумарских инжењера и техничара Републике Српске (2010—2012), члан Струковног вијећа биотехничких наука Универзитета у Бањој Луци (2008—2012), Предсједник Савјета за шумарство (2012—2013) и национални координатор за FAO (Global Forest Resources Assesment Programme) од 2012. Шеф је Катедре Шумарске генетике и оснивања шума (2010). Члан научног одбора многобројних међународних и домаћих конференција, редакционог одбора већег броја часописа, те рецензент часописа на SCI листи (Silvae Genetica), ), (Plant Biology), (Notulae Botanicae Horti Abrobotanici Cluj - Napoca), ), (Genetika). Од 2013. године члан редакционог одбора часописа на SCI листи - Genetika.